# Mönchsberg
Mönchsberg är ett berg i Österrike.   Det ligger i distriktet Salzburg Stadt och förbundslandet Salzburg, i den centrala delen av landet, 250 km väster om huvudstaden Wien. Toppen på Mönchsberg är 540 meter över havet, eller 106 meter över den omgivande terrängen. Bredden vid basen är 1,7 km.
Terrängen runt Mönchsberg är varierad. Runt Mönchsberg är det ganska tätbefolkat, med 116 invånare per kvadratkilometer.. Närmaste större samhälle är Salzburg, 0,37 km öster om Mönchsberg.
Runt Mönchsberg är det i huvudsak tätbebyggt.